# 加德納 (科羅拉多州)
加德納（英語：Gardner）是位於美國科羅拉多州韋爾法諾縣的一個非建制地區。該地的面積和人口皆未知。

## 地理
加德納的座標為37°47′01″N 105°09′57″W / 37.78361°N 105.16583°W，而該地的平均海拔高度為2124米（即6969英尺）。